# Kolpelle naturreservat
Kolpelle är ett naturreservat i Sala kommun i Västmanlands län.
Området är naturskyddat sedan 1994 och är 26 hektar stort. Reservatet består av gamla granar och tallar. Det finns även kärr och fuktigare mark där det växer lövträd som klibbal och glasbjörk.